# 天使のわけまえ (テレビドラマ)
『天使のわけまえ』（てんしのわけまえ）は2010年7月6日から8月3日までNHK総合のドラマ10枠で放送されていた日本のテレビドラマ。
主演は観月ありさ。全5話。

## 内容
観月ありさはNHKの連続ドラマ初主演となった。また観月は今作で「19年間連続ドラマ主演」を達成しギネス記録にも認定された。
キャッチコピーは「なみだをふいたらごはんにしよう。」。

## キャスト
- 坂下くるみ：観月ありさ（幼少期：山田萌々香）
- 芳村さくら：ともさかりえ
- 竹内ミキ：西原亜希
- 佐藤喜市：イッセー尾形
- 坂下広吉（くるみの祖父)：大滝秀治
- 北村和也（くるみの婚約者）：細川茂樹
- 北村康太（和也の息子）：野村周平
- 落合高志：佐藤祐基
- 大男（工事現場の作業員）：中村昌也
- 金髪（工事現場の作業員）：山村真也
- 金髪彼女：中野めぐみ
- 李さん（工事現場の作業員）：ボウ・ゴクキョウ
- マッチョ（工事現場の作業員）：木庭博光
- 黒田（康太の担任教諭）：野間口徹
- 芳村純一郎（さくらの夫）：岡本光太郎
- 芳村杏（さくらの娘）：山口朋華
- 拓（ミュージシャンを目指す青年）：森岡龍
- 恵子（拓の恋人）：藤井美菜
- 坂下育子（くるみの叔母）：大島蓉子
- 浅田さん（さくらのママ友）：西尾まり
- 山田健一：中村靖日

## スタッフ
- 作：吉田紀子
- 音楽：和田貴史
- 演出：佐藤峰世、福井充広、佐々木善春
- フードコーディネーター：飯島奈美
- 制作統括：岡本幸江、加賀田透
- 主題歌：「名もなき花よ」（作詞：コシノヒロコ、作曲・歌：河口恭吾）
- 制作：NHKエンタープライズ
- 制作・著作：NHK

## 放送日程
| 各回                                                      | 放送日  | サブタイトル         | 演出       | 視聴率 |
| --------------------------------------------------------- | ------- | -------------------- | ---------- | ------ |
| 第1回                                                     | 7月06日 | 涙のおはぎ           | 佐藤峰世   | 7.2%   |
| 第2回                                                     | 7月13日 | セレブと太巻き       | 佐藤峰世   | 6.2%   |
| 第3回                                                     | 7月20日 | 望郷のきりたんぽ     | 福井充広   | 7.3%   |
| 第4回                                                     | 7月27日 | 愛のローストビーフ   | 佐々木善春 | 6.6%   |
| 最終回                                                    | 8月03日 | 別れのロールキャベツ | 福井充広   | 6.8%   |
| 平均視聴率 6.8%（視聴率は関東地区・ビデオリサーチ社調べ） |         |                      |            |        |